# Municipio de Kane (Dakota del Norte)
El municipio de Kane (en inglés: Kane Township) es un municipio ubicado en el condado de Bottineau en el estado estadounidense de Dakota del Norte. En el año 2010 tenía una población de 57 habitantes y una densidad poblacional de 0,67 personas por km².

## Geografía
El municipio de Kane se encuentra ubicado en las coordenadas 48°45′21″N 100°55′2″O / 48.75583, -100.91722. Según la Oficina del Censo de los Estados Unidos, el municipio tiene una superficie total de 85.04 km², de la cual 81,71 km² corresponden a tierra firme y (3,92 %) 3,34 km² es agua.

## Demografía
Según el censo de 2010, había 57 personas residiendo en el municipio de Kane. La densidad de población era de 0,67 hab./km². De los 57 habitantes, el municipio de Kane estaba compuesto por el 100 % blancos. Del total de la población el 0 % eran hispanos o latinos de cualquier raza.